# Alan Watson (Rechtswissenschaftler)

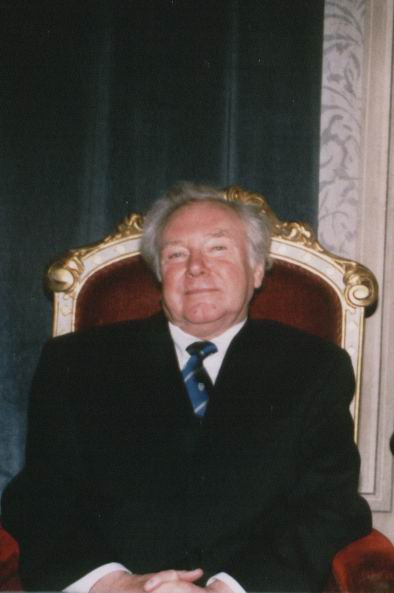
Alan Watson (2004)

W. Alan J. Watson (geboren 27. Oktober 1933 in Hamilton (South Lanarkshire), Schottland; gestorben 7. November 2018 in Athens (Georgia)) war ein britischer Rechtswissenschaftler.

## Leben
William Alexander Jardine Watson stammte aus der Arbeiterklasse. Er besuchte die St John’s Grammar school und die Hamilton Academy und studierte an der Glasgow University, wo er 1954 einen Master of Arts und 1957 einen LLB in Jura machte. Seine akademische Karriere begann er am Wadham College, dann ab 1959 als Lecturer, ab 1960 als Fellow, am Oriel College. Er wurde 1961 bei David Daube an der Oxford University promoviert. Watson erhielt 1965 eine Professur für Civil Law an der School of Law der University of Glasgow, ab 1968 bis 1981 war er Professor an der Edinburgh University. Er ging 1979 in die USA an die University of Pennsylvania und 1989 an die University of Georgia. Watson hatte mehrere Gastprofessuren. Er hat an die 150 Aufsätze und Bücher, anfangs vor allem zum Römischen Recht, veröffentlicht.

## Schriften (Auswahl)
- Contract of mandate in roman law. Oxford : The Clarendon Press, 1961
- The law of obligations in the later roman republic. Oxford : The Clarendon Press, 1965
- The law of persons in the later roman republic. Oxford : The Clarendon Press, 1967
- The law of property in the later roman republic. Oxford : The Clarendon Press, 1968
- The law of the ancient Romans. Dallas : Southern Methodist University Press, 1970
- Legal Transplants: An Approach to Comparative Law. Charlottesville : University Press of Virginia, 1974
- (Hrsg.): Daube noster : essays in legal history for David Daube. Edinburgh : Scottish Acad. Press, 1974
- Society and Legal Change. Philadelphia : Temple University Press, 1977
- The evolution of law. Baltimore : Johns Hopkins University Press, 1985
- Jesus and the Jews: The Pharisaic Tradition in John (1995)
- Ancient Law and Modern Understanding: At the Edges (1998)
- Sources of Law, Legal Change, and Ambiguity (1998)
- Legal History and a Common Law for Europe (2001)
- Authority of Law (2003)
- The Shame of American Legal Education (2005)